# Lance Macklin
Lance Macklin (Londen, 2 september 1919 - Tenterden, Kent, 29 augustus 2002) was een Britse Formule 1-coureur. 
Macklin nam tussen 1952 en 1955 deel aan vijftien Grands Prix voor de teams van HWM en Maserati, maar scoorde hierin geen punten. In 1955 was hij betrokken bij de dodelijke crash van Pierre Levegh in de 24 uur van Le Mans, waarin Levegh en 82 bezoekers om het leven kwamen.